# The Stolen Bride (film 1913)
The Stolen Bride è un cortometraggio muto del 1913 diretto da Anthony O'Sullivan.

## Trama
Un sorvegliante è innamorato della figlia del proprietario, un coltivatore di arance, ma anche un altro dei dipendenti fa la corte alla ragazza. Lei, però, non gradisce le sue avances e lo respinge. Rabbioso, l'uomo giura di vendicarsi: il giorno delle nozze, rapisce la sposa e la porta con sé in una caverna sulla montagna. La giovane verrà salvata solo dal tempestivo arrivo del marito e il lavorante paga quasi con la vita il suo fallito proposito di vendetta.

## Produzione
Il film fu prodotto dalla Biograph Company.

## Distribuzione
Distribuito dalla General Film Company, il film - un cortometraggio in una bobina - uscì nelle sale cinematografiche statunitensi il 7 aprile 1913.